# Mixco Viejo
Mixco Viejo är en fornlämning i Guatemala.   Den ligger i departementet Departamento de Chimaltenango, i den centrala delen av landet, 30 km nordväst om huvudstaden Guatemala City. Mixco Viejo ligger 845 meter över havet.
Terrängen runt Mixco Viejo är huvudsakligen lite bergig. Mixco Viejo ligger nere i en dal. Runt Mixco Viejo är det tätbefolkat, med 683 invånare per kvadratkilometer. Närmaste större samhälle är San Juan Sacatepéquez, 17,6 km söder om Mixco Viejo. I omgivningarna runt Mixco Viejo växer huvudsakligen savannskog.